# Puchar Polski w koszykówce mężczyzn 2005/2006
Puchar Polski w koszykówce mężczyzn 2005/2006 – zagrało w nim czternaście drużyn DBL i pięć zaproszonych drużyn pierwszoligowych.

## Końcowa klasyfikacja
1. Prokom Trefl Sopot
2. Polpharma Starogard Gdański
3-4. Anwil Włocławek
3-4. Polpak Świecie
5-8. Polonia Warszawa
5-8. Turów Zgorzelec
5-8. AZS Koszalin
5-8. Śląsk Wrocław
9-11. Stal Ostrów Wlkp
9-11. Czarni Słupsk
9-11. Sokołów Znicz Jarosław
12-19. Kotwica Kołobrzeg
12-19. Górnik Wałbrzych
12-19. Astoria Bydgoszcz
12-19. Basket Kwidzyn
12-19. Noteć Inowrocław
12-19. DGP Azoty-Unia Tarnów
12-19. Spójnia Stargard Szczeciński
12-19. Znicz Basket Pruszków

## I Etap
- runda I - 4 i 11 stycznia – 16 drużyn;
- runda II – 18 i 25 stycznia – 8 drużyn
- Do rywalizacji w I rundzie przystąpiło 16 zespołów: 11 z DBL (bez zespołów, które grają w europejskich pucharach – Prokom Trefl Sopot, Anwil Włocławek i Era Śląsk Wrocław) i 5 pierwszoligowych. Do następnego etapu awansuje najlepszy z grupy. Grupy były podzielone według kryterium geograficznego.

### Grupa 1
- Astoria Bydgoszcz
- Basket Kwidzyn
- Polpak Świecie
- Polpharma Starogard Gdański

### Grupa 2
- AZS Koszalin
- Czarni Słupsk
- Kotwica Kołobrzeg
- Spójnia Stargard Szczeciński

### Grupa 3
- Górnik Wałbrzych
- Noteć Inowrocław
- Stal Ostrów
- Turów Zgorzelec

### Grupa 4
- DGP Azoty-Unia Tarnów
- Polonia SPEC Warszawa
- Znicz Jarosław
- Znicz Pruszków

### Pierwsza runda
- 30 grudnia 2005
  - 18.30 Polonia SPEC Warszawa - Znicz Basket Pruszków 72:54
- 3 stycznia 2006
  - 19.00 Znicz Basket Pruszków - Polonia SPEC Warszawa 60:73
- 4 stycznia 2006
  - 17.00 Astoria Bydgoszcz - Polpak Świecie 65:72
  - 17.00 Basket Kwidzyn - Polpharma Starogard Gd. 63:62
  - 18.00 Spójnia Stargard Szczeciński - Energa Czarni Słupsk 56:85
  - 18.00 Górnik Wałbrzych - Turów Zgorzelec 78:99
  - 18.00 Noteć Inowrocław - Stal Ostrów Wlkp. 74:100
  - 18.00 Sokołów Znicz Jarosław - DGP Azoty-Unia Tarnów 86:77
- 10 stycznia 2006
  - 18.00 AZS Gaz Ziemny Koszalin - Kotwica Kołobrzeg 83:81
- 11 stycznia 2006
  - 17.30 Turów Zgorzelec - Górnik Wałbrzych 89:59
  - 18.00 Kotwica Kołobrzeg - AZS Gaz Ziemny Koszalin 67:81
  - 18.00 Polpak Świecie - Astoria Bydgoszcz 87:80
  - 18.00 Polpharma Starogard Gd. - Basket Kwidzyn 81:57
  - 18.30 Stal Ostrów Wlkp. - Noteć Inowrocław 123:69
  - 19.00 DGP Azoty-Unia Tarnów - Sokołów Znicz Jarosław 74:93
  - Energa Czarni Słupsk - Spójnia Stargard Szczeciński - nie odbył się, awans Energa Czarni Słupsk

Do drugiej rundy awansują zwycięzcy dwumeczów.

### Druga runda
- 18 stycznia 2006
  - 18.00 Polpharma Starogard Gdański - Polpak Świecie 62: 60
  - 18.00 AZS Gaz Ziemny Koszalin - Energa Czarni Słupsk 100 : 100
  - 18.30 Stal Ostrów Wlkp. - Turów Zgorzelec 77 : 98
- 14 lutego 2006
  - 18.00 Sokołów Znicz Jarosław - Polonia SPEC Warszawa 89 :93
- 25 stycznia 2006
  - 17.30 Turów Zgorzelec - Stal Ostrów Wlkp. 99 :74
  - 18.00 Energa Czarni Słupsk - AZS Gaz Ziemny Koszalin 73 : 77
  - 18.30 Polpak Świecie - Polpharma Starogard Gdański 83 : 80
- 8 stycznia 2006
  - 18.30 Polonia SPEC Warszawa - Sokołów Znicz Jarosław 78 :74

Zwycięzcy dwumeczu awansują do Final Eight Pucharu Polski

## II Etap - Final Eight Pucharu Polski
- 15-19 lutego
- Do zespołów grających w europejskich pucharach (Prokom Trefl Sopot, Anwil Włocławek i Era Śląsk Wrocław) dołączą najlepsi z poszczególnych grup (Polonia Warszawa, Polpak Świecie, Turów Zgorzelec, AZS Koszalin). Zarząd PLK S.A. zachowuje prawo do nominowania ósmego zespołu na zasadach "dzikiej karty" (Polpharma Starogard Gdański).
- W ćwierćfinale rozstawione zostają zespoły z europejskich pucharów i zespół z grup z najwyższym miejscem w tabeli DBL. Pozostałe zespoły zostaną dolosowane.
- Następnie odbywają się półfinały a ich zwycięzcy zmierzą się o Puchar Polski.
- Turniej finałowy zostanie zorganizowany przez kluby Polpharmy i Polpaku, a rozgrywany będzie na halach w Starogardzie Gdańskim i Grudziądzu.

### Ćwierćfinały
17 lutego 2006 (piątek) 
- 16.00, Grudziądz – I ćwierćfinał: Prokom Trefl Sopot - Polonia SPEC Warszawa 87 :79
- 18.30, Grudziądz – II ćwierćfinał: Polpak Świecie - BOT Turów Zgorzelec 75: 73
- 15.30, Starogard Gdański – I ćwierćfinał: Anwil Włocławek - AZS Gaz Ziemny Koszalin 108 : 97
- 18.10, Starogard Gdański – II ćwierćfinał: Era Śląsk Wrocław - Polpharma Starogard Gd. 62 : 70

### Półfinały
18 lutego 2006 (sobota) 
- 18.30, Grudziądz – I półfinał: Prokom Trefl Sopot - Polpak Świecie 83:60
- 14.00, Starogard Gdański – II półfinał: Anwil Włocławek - Polpharma Starogard Gd. 78:87

### Finał
- 19 lutego 2006 (niedziela) 18.30, Grudziądz: Prokom Trefl Sopot - Polpharma Starogard Gdański 77:64